# ToG (Zuggattung)
„ToG“ wurde bei der Deutschen Reichsbahn als Abkürzung für die Zuggattung Triebwagen ohne Gepäck- und Fahrradbeförderung verwendet. In diesen Triebwagen durften darüber hinaus auch kein Expressgut und kein Eilgut befördert werden.